# Tanja Frieden
Pour les articles homonymes, voir Frieden.
Tanja Frieden, née le 6 février 1976, est une snowboardeuse suisse, spécialisée dans l'épreuve de cross.

## Palmarès
- Jeux olympiques
  -  Médaille d'or en boarder cross en 2006, aux Jeux olympiques d'hiver de 2006 à Turin (Italie)

- Coupe du monde
  - 1 victoire sur des épreuves de Coupe du monde de snowboard cross.
  - 7e du classement général de Coupe du monde de snowboard cross 2004 et 2005